# Origny-en-Thiérache
Pour les articles homonymes, voir Origny (homonymie).
Origny-en-Thiérache est une commune française située dans le département de l'Aisne, en région Hauts-de-France.
Ses habitants sont appelés les Auriniens.

## Géographie
- 1Carte dynamique
- 2Carte OpenStreetMap
- 3Carte topographique
- 4Carte avec les communes environnantes

### Communes limitrophes
Origny-en-Thiérache est limitrophe de sept communes : Landouzy-la-Cour, La Bouteille, Ohis, Neuve-Maison, Buire, La Hérie et Landouzy-la-Ville.

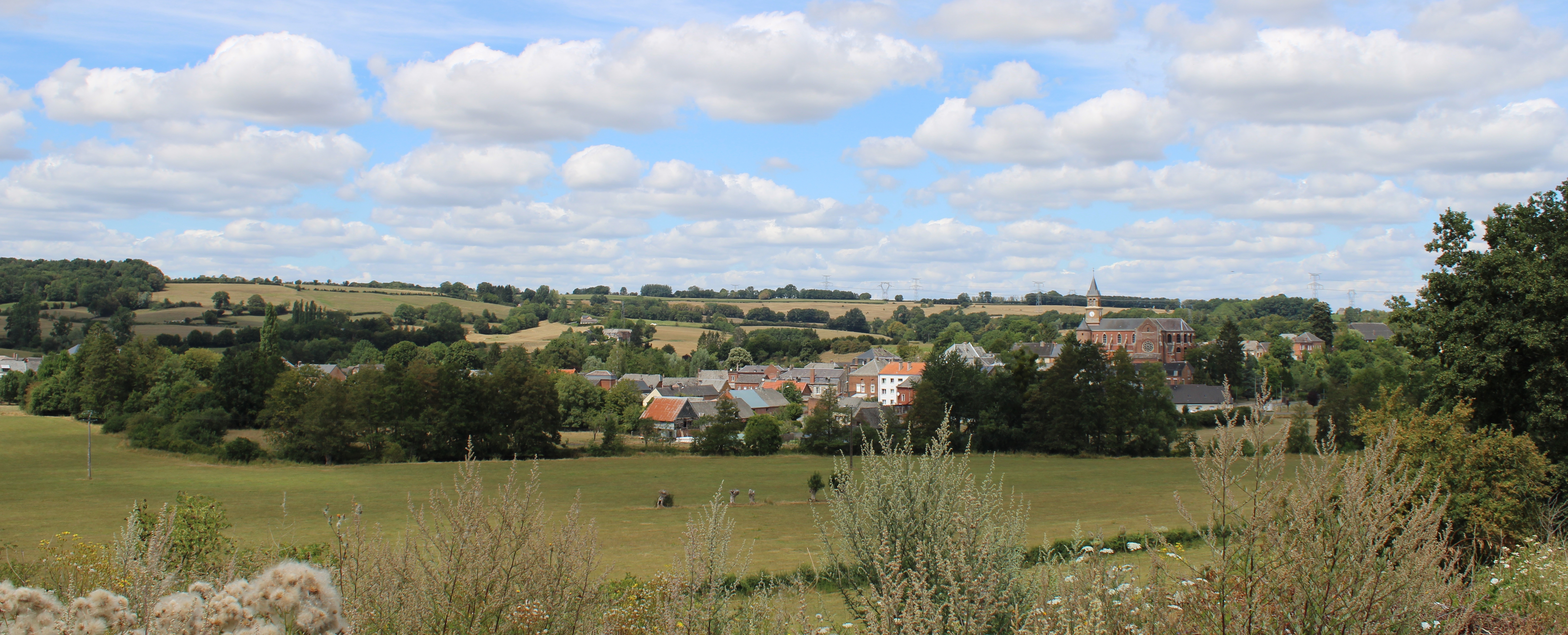
Panorama de la cité nichée au fond de la valleé du Thon depuis les hauteurs de la gare.

### Hydrographie
La commune est située dans le bassin Seine-Normandie. Elle est drainée par le Ton, le Fond des Marins, le cours d'eau 01 de la commune d'Origny-en-Thiérarche, le cours d'eau 01 de la Rue des Rois, le cours d'eau 01 des Masurettes, le cours d'eau 02 de la commune d'Origny-en-Thiérarche, le fossé du Blanc Fort, le fossé du Morteau et le Trou les Blaireaux,,.
Le Ton, d'une longueur de 56 km, prend sa source dans la commune d'Auvillers-les-Forges et se jette  dans l'Oise (rive gauche) à Étréaupont, après avoir traversé 15 communes. Les caractéristiques hydrologiques du Ton sont données par la station hydrologique située sur la commune. Le débit moyen mensuel est de 3,67 m3/s. Le débit moyen journalier maximum est de 46 m3/s, atteint lors de la crue du 21 décembre 1993. Le débit instantané maximal est quant à lui de 54,8 m3/s, atteint le 1er décembre 1993.

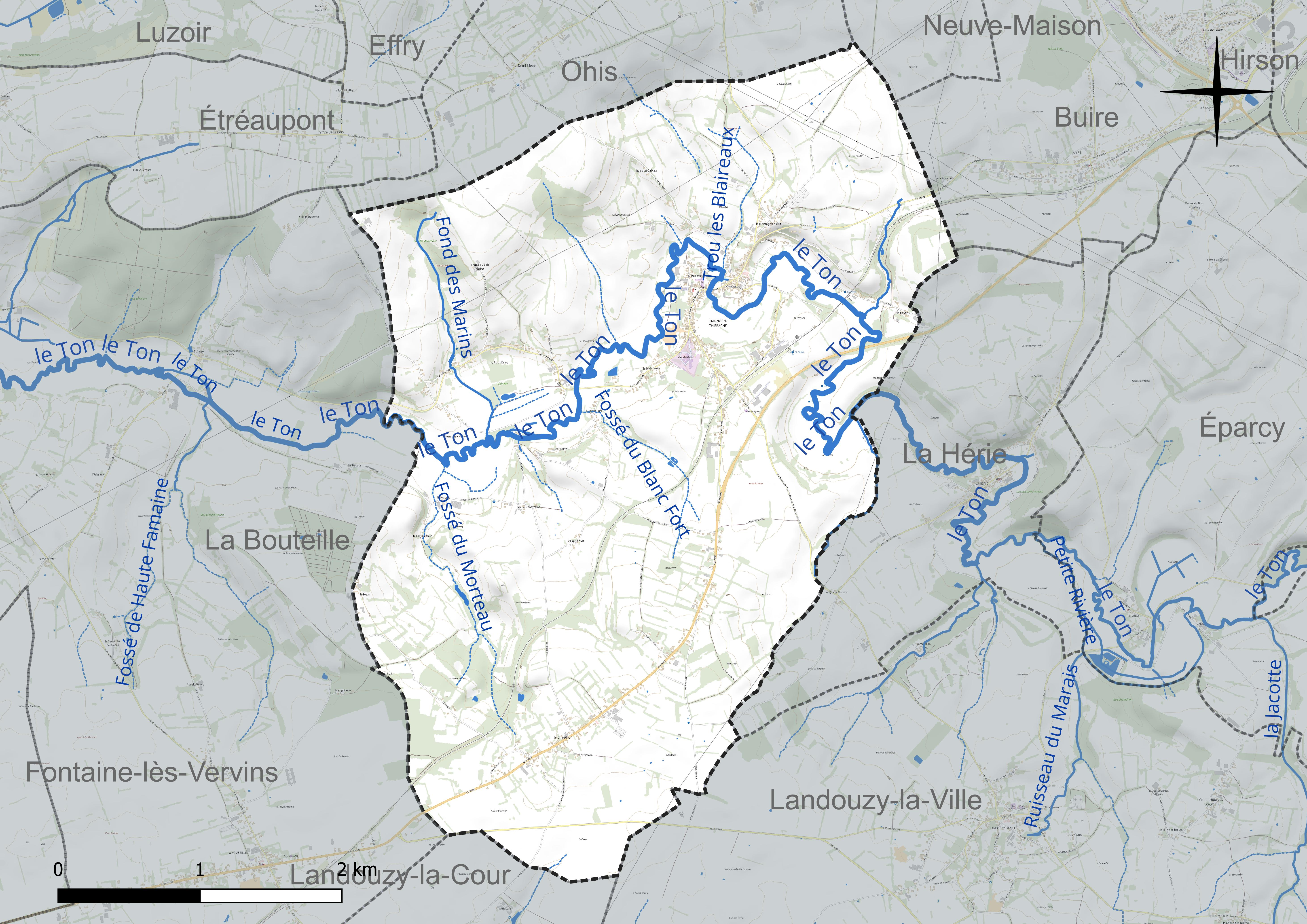
Réseau hydrographique d'Origny-en-Thiérache.

### Climat
Pour des articles plus généraux, voir Climat des Hauts-de-France et Climat de l'Aisne.
En 2010, le climat de la commune est de type climat des marges montargnardes, selon une étude du CNRS s'appuyant sur une série de données couvrant la période 1971-2000. En 2020, Météo-France publie une typologie des climats de la France métropolitaine dans laquelle la commune est exposée à un climat océanique altéré et est dans la région climatique Nord-est du bassin Parisien, caractérisée par un ensoleillement médiocre, une pluviométrie moyenne régulièrement répartie au cours de l'année et un hiver froid (3 °C).
Pour la période 1971-2000, la température annuelle moyenne est de 9,8 °C, avec une amplitude thermique annuelle de 14,9 °C. Le cumul annuel moyen de précipitations est de 894 mm, avec 13,1 jours de précipitations en janvier et 9,7 jours en juillet. Pour la période 1991-2020, la température moyenne annuelle observée sur la station météorologique la plus proche, située sur la commune de Fontaine-lès-Vervins à 9 km à vol d'oiseau, est de 10,5 °C et le cumul annuel moyen de précipitations est de 826,3 mm,. Pour l'avenir, les paramètres climatiques de la commune estimés pour 2050 selon différents scénarios d'émission de gaz à effet de serre sont consultables sur un site dédié publié par Météo-France en novembre 2022.

## Urbanisme

### Typologie
Au 1er janvier 2024, Origny-en-Thiérache est catégorisée bourg rural, selon la nouvelle grille communale de densité à 7 niveaux définie par l'Insee en 2022.
Elle est située hors unité urbaine. Par ailleurs la commune fait partie de l'aire d'attraction d'Hirson, dont elle est une commune de la couronne,. Cette aire, qui regroupe 26 communes, est catégorisée dans les aires de moins de 50 000 habitants,.

### Occupation des sols
L'occupation des sols de la commune, telle qu'elle ressort de la base de données européenne d'occupation biophysique des sols Corine Land Cover (CLC), est marquée par l'importance des territoires agricoles (90,5 % en 2018), une proportion identique à celle de 1990 (90,5 %). La répartition détaillée en 2018 est la suivante :
prairies (68,7 %), terres arables (16,7 %), zones urbanisées (5,8 %), zones agricoles hétérogènes (5,1 %), forêts (3,7 %).
L'évolution de l'occupation des sols de la commune et de ses infrastructures peut être observée sur les différentes représentations cartographiques du territoire : la carte de Cassini (XVIIIe siècle), la carte d'état-major (1820-1866) et les cartes ou photos aériennes de l'IGN pour la période actuelle (1950 à aujourd'hui).

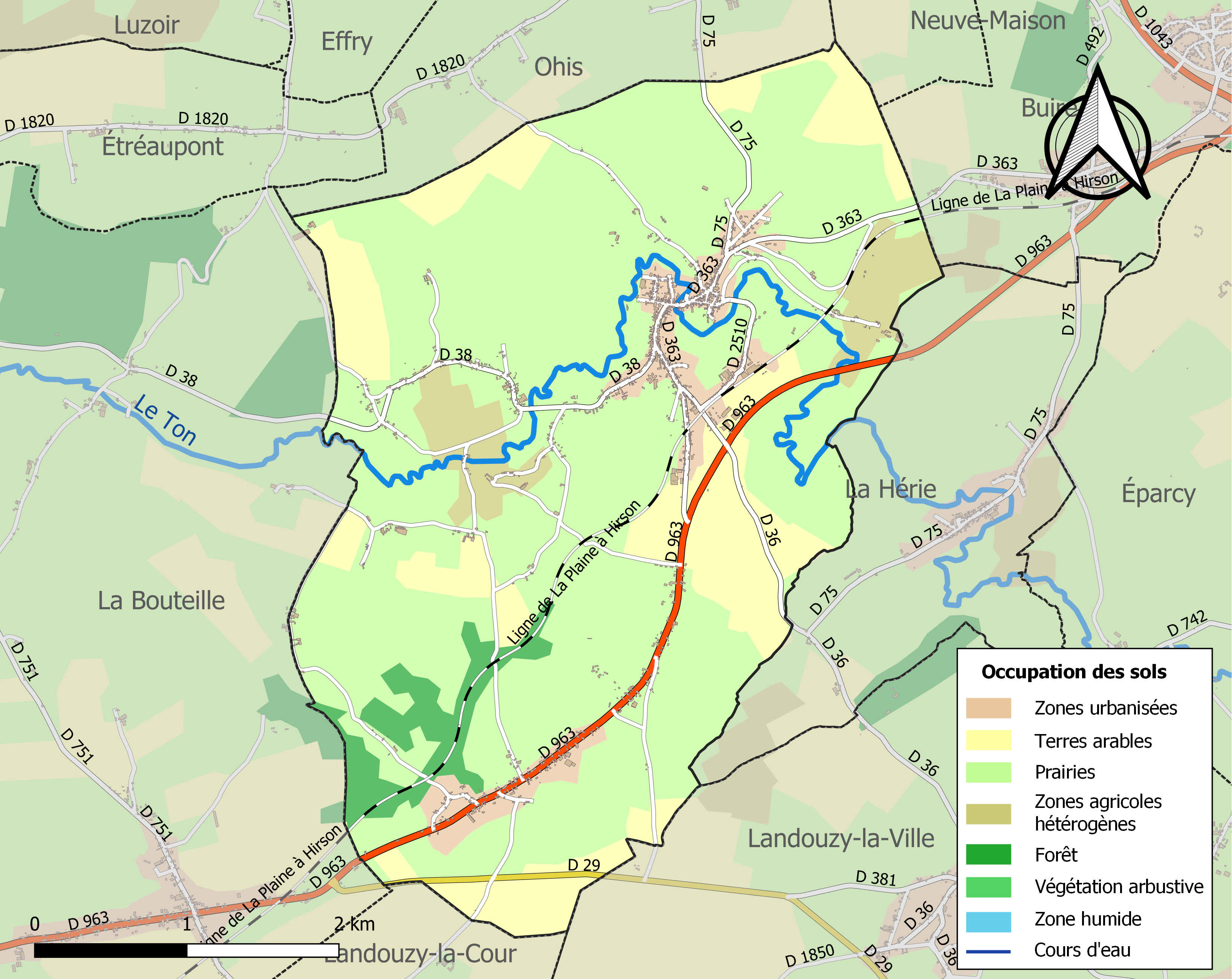
Carte de l'occupation des sols de la commune en 2018 (CLC).

## Toponymie

### Attestations anciennes
Iuriniacus (1187 - Cart. de l'abb. de Saint-Michel, p. 25), Origni (1203 - Cart. de l'abb. de Saint-Michel, p. 56), Origniacus-in-Therasca (1244 - Ch. de l'abb. de Saint-Jean de Laon), Origny-en-Theresche (1327 -Arch. de l'Emp, Traité des chartes, reg. 64), Origny-en-Theraische (1405 - Arch. de l'Emp., J 801, no 1), Origny-en-Terraisse (1407 - recueil des ordon. des Rois de France, t. IX, p. 263), Origny-en-Thieraiche (1416 - Arch de l'Emp., J 801 no 6), Origny-en-Thierrache (1750 - Intend. de Soissons, C 283), Origni-en-Thiérache (1780 - Chambre du clergé du Dioc. de Laon). Source : Dictionnaire topographique du département de l'Aisne - Eugène MATTON.

### Étymologie
- La Thiérache est une région naturelle située dans le nord-est du département de l'Aisne, elle déborde sur les départements français du Nord et des Ardennes, mais aussi sur les provinces belges de Hainaut et de Namur. Elle correspond globalement aux contreforts occidentaux du massif ardennais.

## Histoire
Origny-en-Thiérache tire ses origines de la civilisation gallo-romaine. Sur la route des invasions, la cité a été maintes fois ravagée. Pour se protéger, ses habitants ont édifié une église fortifiée dont les deux tours sont inscrites à l'inventaire des monuments historiques.
Origny est aussi la patrie d'un ecclésiastique devenu célèbre : Pierre Pigneau de Behaine qui fut évêque d'Adran, prince de Cochinchine et premier ministre d'Annam. Pendant la Première Guerre mondiale, Saïgon devint la marraine de guerre de la cité et paya, après l'Armistice, la reconstruction du village dont celle de l'église.
Pendant des siècles, Origny a été l'un des grands centres de la vannerie française. Au début du XXe siècle, presque toute la population aurinienne et celle des alentours travaillaient l'osier récolté dans les « saussois » de la vallée du Thon.

## Politique et administration

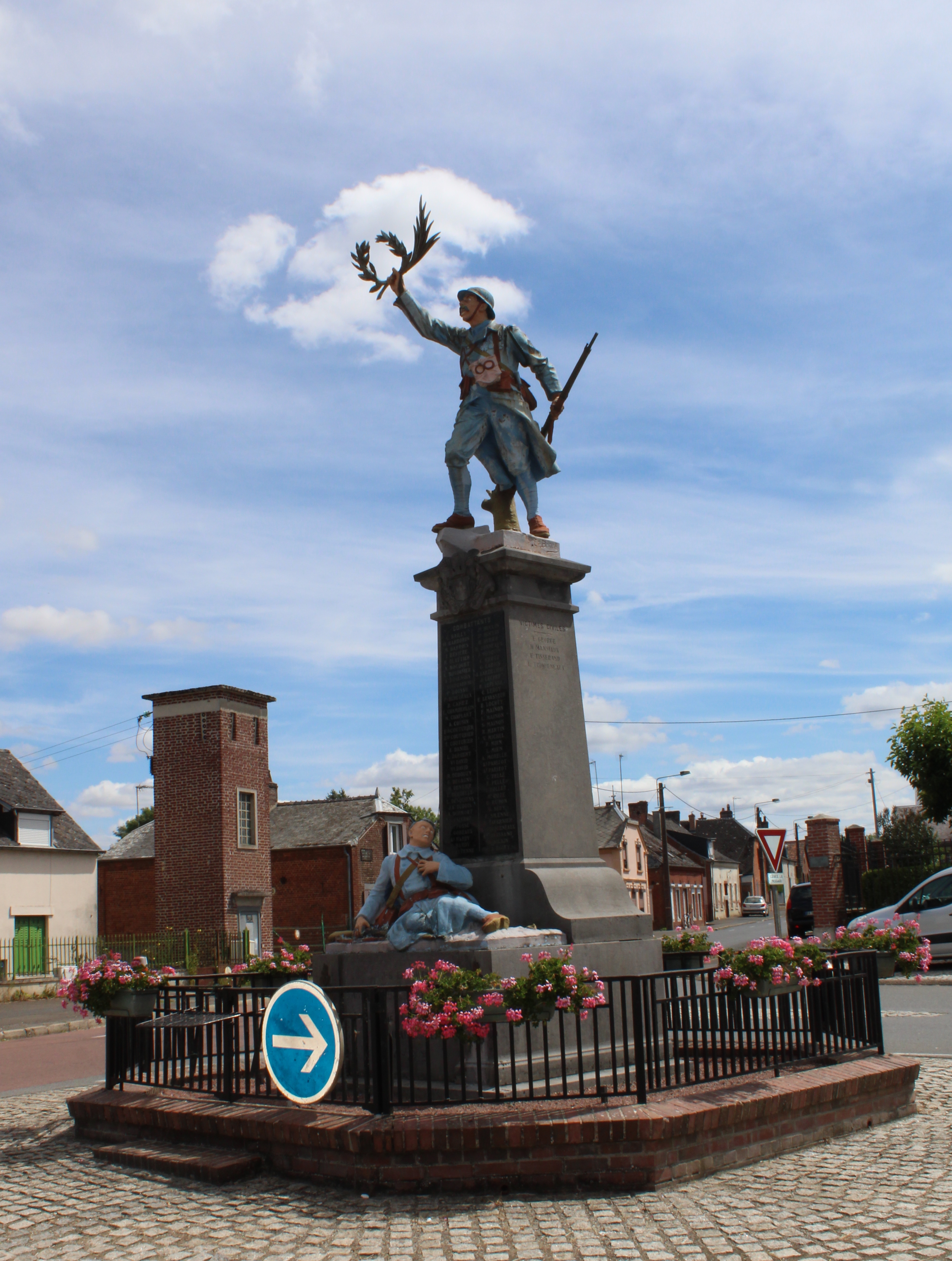
Le Monument aux morts 14-18.

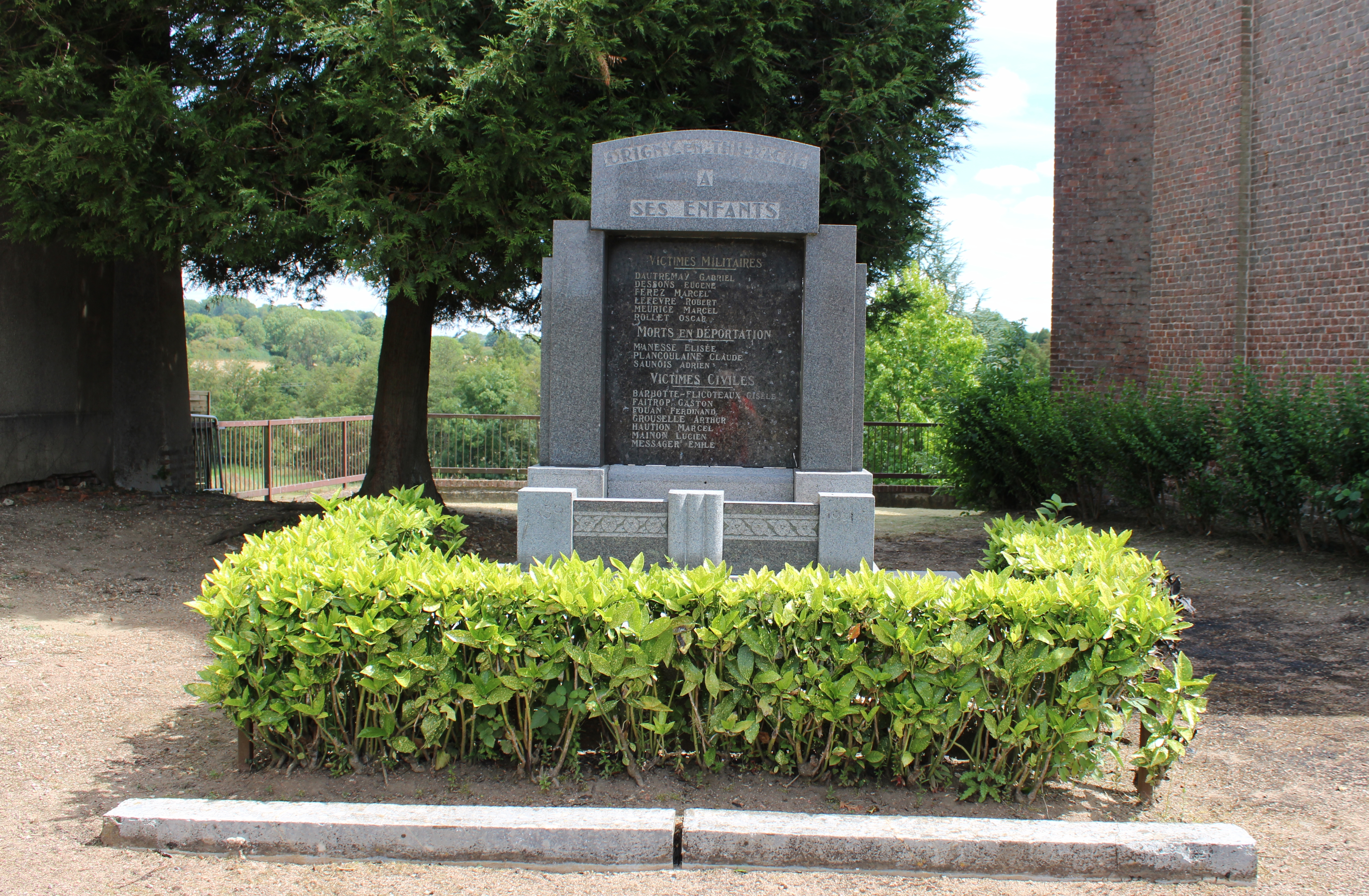
Le Monument aux morts 39-40.

### Découpage territorial
La commune d'Origny-en-Thiérache est membre de la communauté de communes des Trois Rivières, un établissement public de coopération intercommunale (EPCI) à fiscalité propre créé le 29 décembre 1995 dont le siège est à Buire. Ce dernier est par ailleurs membre d'autres groupements intercommunaux.
Sur le plan administratif, elle est rattachée à l'arrondissement de Vervins, au département de l'Aisne et à la région Hauts-de-France. Sur le plan électoral, elle dépend du  canton d'Hirson pour l'élection des conseillers départementaux, depuis le redécoupage cantonal de 2014 entré en vigueur en 2015, et de la troisième circonscription de l'Aisne  pour les élections législatives, depuis le dernier découpage électoral de 2010.

### Administration municipale
| Période       | Période                   | Identité            | Étiquette | Qualité                                                          |
| ------------- | ------------------------- | ------------------- | --------- | ---------------------------------------------------------------- |
| maire en 1958 | ?                         | Edouard Pouchèle    | SFIO      | Médecin légiste, ancien interne provisoire des hôpitaux de Lille |
| mars 2001     | 2014                      | Jean-Louis Pérotin  |           |                                                                  |
| avril 2014    | En cours (au 6 juin 2020) | Christiane Pinckers | UDI       | Ancienne institutrice Réélue pour le mandat 2020-2026            |

## Démographie
L'évolution du nombre d'habitants est connue à travers les recensements de la population effectués dans la commune depuis 1793. Pour les communes de moins de 10 000 habitants, une enquête de recensement portant sur toute la population est réalisée tous les cinq ans, les populations de référence des années intermédiaires étant quant à elles estimées par interpolation ou extrapolation. Pour la commune, le premier recensement exhaustif entrant dans le cadre du nouveau dispositif a été réalisé en 2006.

En 2022, la commune comptait 1 354 habitants, en évolution de −7,32 % par rapport à 2016 (Aisne : −1,97 %, France hors Mayotte : +2,11 %).
| 1793  | 1800  | 1806  | 1821  | 1831  | 1836  | 1841  | 1846  | 1851  |
| ----- | ----- | ----- | ----- | ----- | ----- | ----- | ----- | ----- |
| 1 579 | 1 696 | 1 853 | 1 851 | 2 001 | 2 312 | 2 362 | 2 503 | 2 540 |

| 1856  | 1861  | 1866  | 1872  | 1876  | 1881  | 1886  | 1891  | 1896  |
| ----- | ----- | ----- | ----- | ----- | ----- | ----- | ----- | ----- |
| 2 538 | 2 597 | 2 655 | 2 697 | 2 812 | 2 821 | 2 634 | 2 531 | 2 573 |

| 1901  | 1906  | 1911  | 1921  | 1926  | 1931  | 1936  | 1946  | 1954  |
| ----- | ----- | ----- | ----- | ----- | ----- | ----- | ----- | ----- |
| 2 516 | 2 461 | 2 418 | 2 120 | 2 054 | 1 945 | 1 838 | 1 738 | 1 788 |

| 1962  | 1968  | 1975  | 1982  | 1990  | 1999  | 2006  | 2011  | 2016  |
| ----- | ----- | ----- | ----- | ----- | ----- | ----- | ----- | ----- |
| 1 892 | 1 861 | 1 717 | 1 695 | 1 557 | 1 444 | 1 501 | 1 562 | 1 461 |

| 2021  | 2022  | - | - | - | - | - | - | - |
| ----- | ----- | - | - | - | - | - | - | - |
| 1 382 | 1 354 | - | - | - | - | - | - | - |

## Culture locale et patrimoine

### Monuments et sites
- Musée Monseigneur-Pigneau-de Behaine.
- Chapelle Saint-Vincent-de-Paul d'Origny-en-Thiérache.

### Galerie

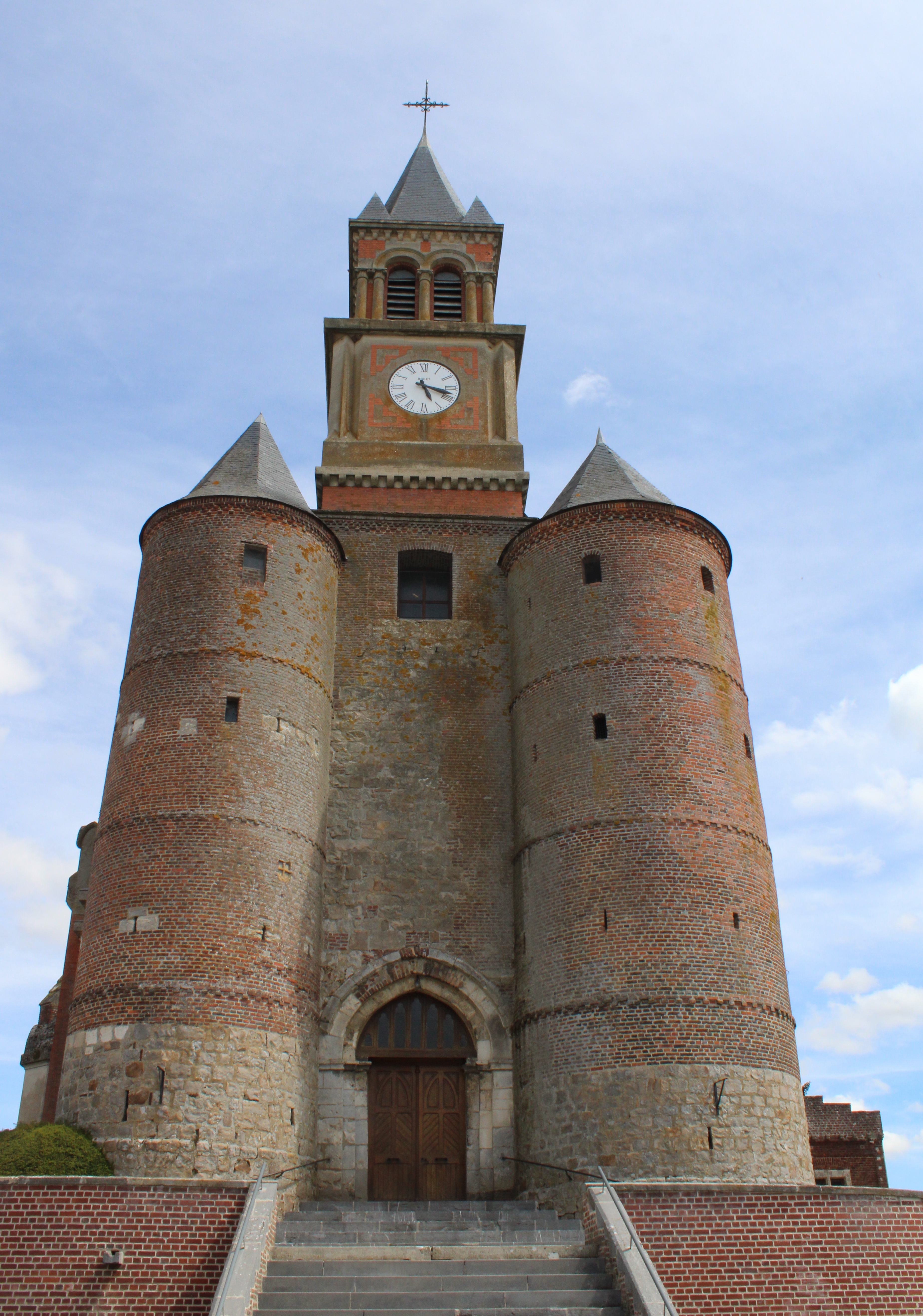
L'église fortifiée Saint-Cyr-et-Sainte-Julitte.
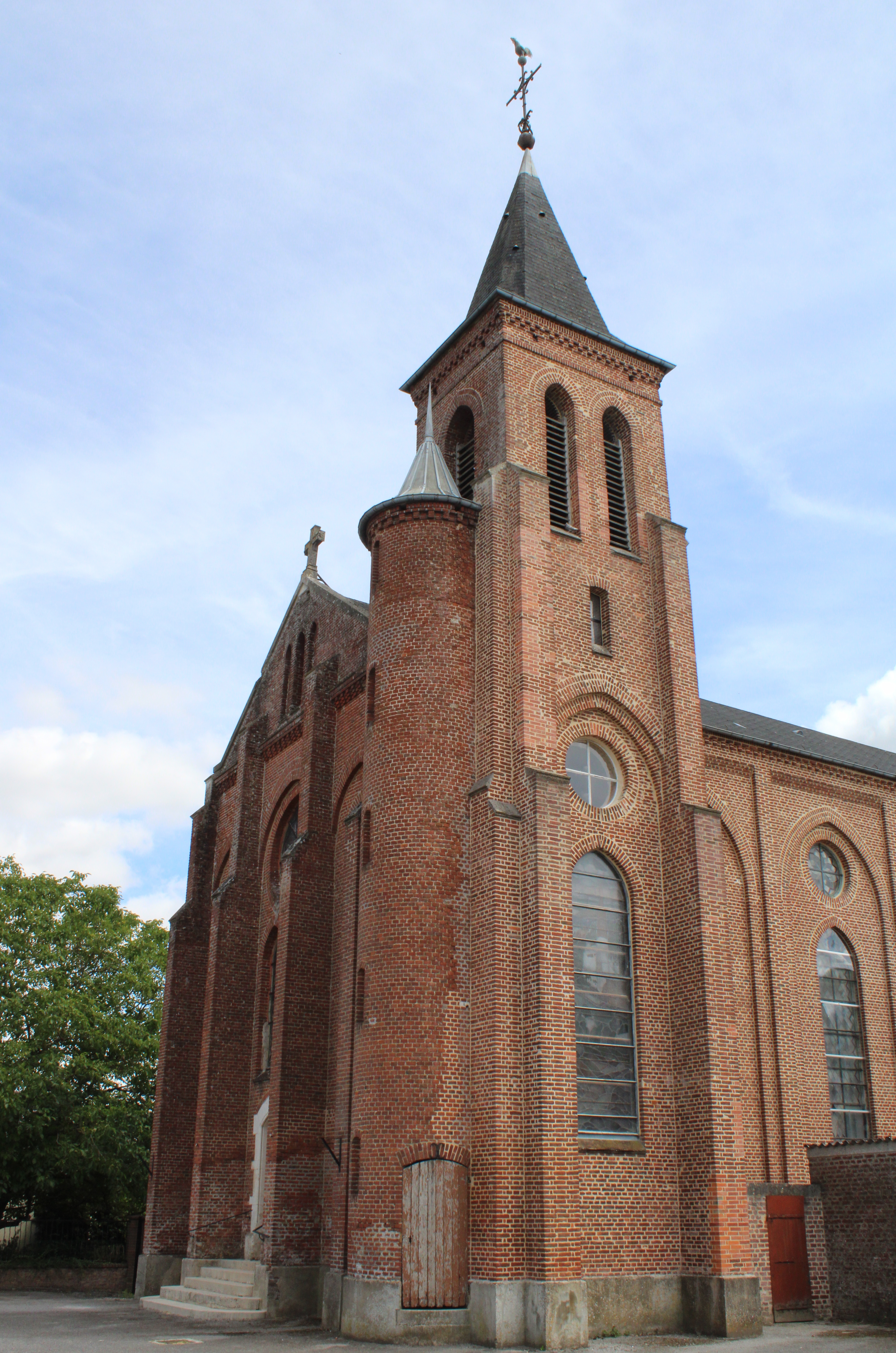
L'église Notre-Dame du Mont-Carmel du hameau du Chaudron.
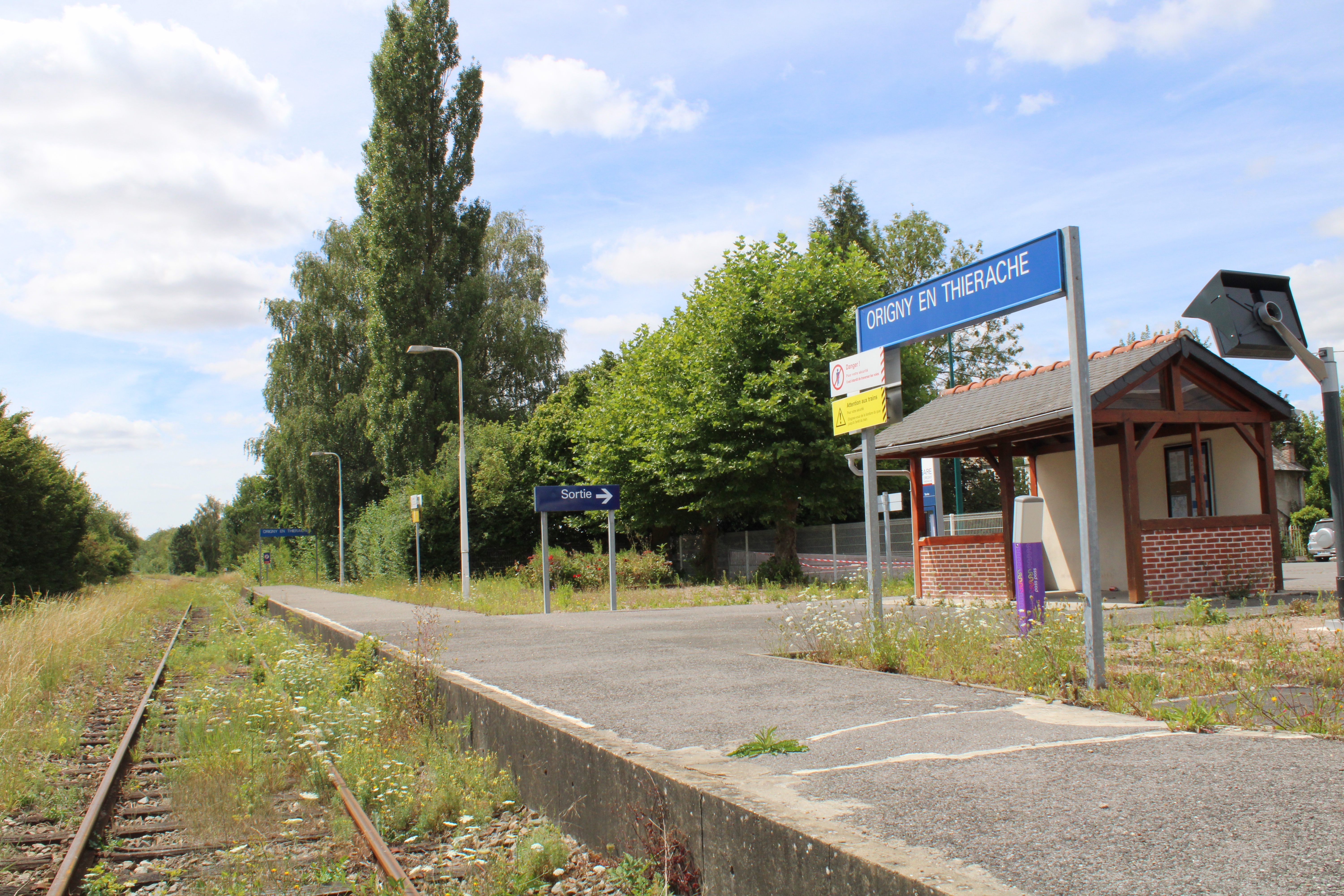
La gare.
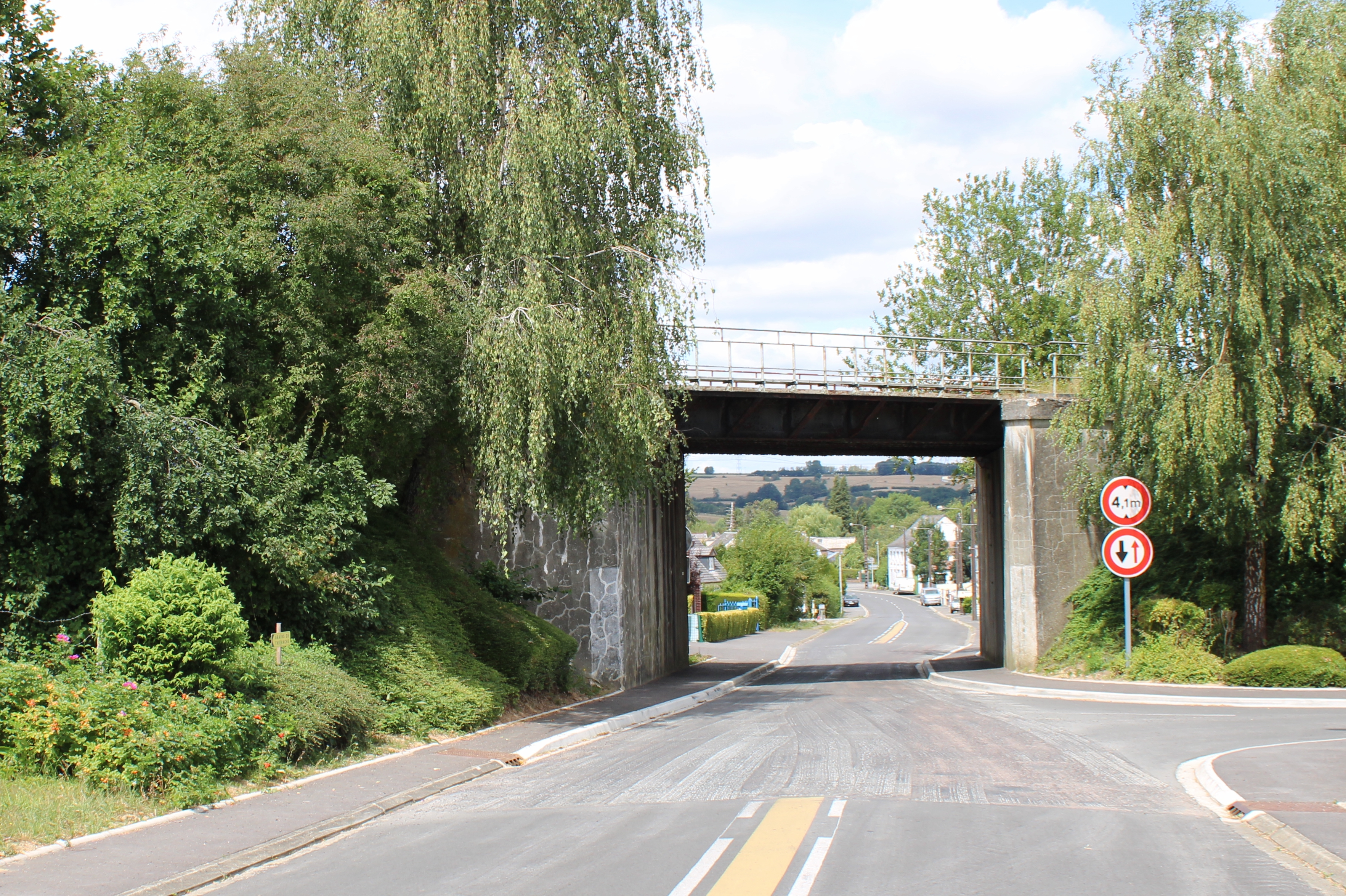
Le pont du chemin de fer.

### Personnalités liées à la commune
- Pierre Joseph Georges Pigneau de Behaine (1741-1799), homme d'Église et diplomate français qui a contribué fortement à l'implication de la France en Cochinchine (partie la plus méridionale du Viêt Nam).
- Henri Hulin (1912-1995), député de l'Aisne.
- Roger Cattier, président de l'AS Nancy-Lorraine et du Sporting Club d'Origny.

### Héraldique
| Blason de Origny-en-Thiérache | Blason  | D'argent à la croix ancrée de sable percée en cœur d'une losange du champ. Ornements extérieursCroix de guerre 1914-1918 |
| Blason de Origny-en-Thiérache | Détails | La croix ancrée de sable symbolise les bons rapports entre les habitants d'Origny et le seigneur de la commune et les religieux de l'abbaye de Foigny. Des membres de la famille seigneuriale ont participé aux croisades. Le blason est présent sur la façade de l'hôtel de ville. Blason officiel. |

## Pour approfondir